# Гвідо Манон
Гвідо Манон (фр. Guido Magnone; 22 лютого 1917 Турин, Італія — 9 липня 2012) — французький альпініст i скульптор. 
Хоча народився в Італії, вже з третього року життя мешкав у Франції. 
Найбільшими альпіністськими досягненнями є між іншим сходження на: Петіт Дрю (перше сходження зах. стіною), Піз Баділе (півн. стіна), Ейгер (півн. стіна) i Гранд Капуцин (схід. стіна) в Альпах, Черро Чальтен (перше сходження в історії) i Чакрараю (перше сходження в історії) в Андах, Макалу в Гімалаях i Муздаг в Каракорумі.

## Публікації
- 1952 : Expedition française aux Andes de Patagonie (1951 / 1952), Textes par Maurice Herzog, René Ferlet et Guido Magnone, Legrand et fils
- 1953 : La Face W des Drus, Amiot-Dumont, préface de Maurice Herzog
- 1990 : Les Besoins de loisirs en montagne, Ministère du temps libre, Les Besoins de loisirs en montagne par Guido Magnone, la Documentation française

### Документальні відео
- 1997 — Guido Magnone, l'Artiste, documentaire de 26 minutes sur Guido de Jean Afanassieff, alpiniste et réalisateur[5]
- 1997 — Guido participe au tournage de La Grande Cordée de Jean Afanassieff
- 2006 — Guido Magnone, la voie des sommets, documentaire de 26 minutes sur Guido de Jean-Michel Rodrigo, Mécanos productions et France 3 avec le CNC[6]

## Ресурси Інтернету
- Сторінка вистави «La permanence de la forme» з біографічними заувагами[недоступне посилання]

## Виноски
1. 1 2  Bibliothèque nationale de France BNF: платформа відкритих даних — 2011.
2. ↑  http://www.loscarpone.cai.it/news/items/una-vita-tra-arte-e-montagna.html
3. 1 2 3  Fichier des personnes décédées mirror
4. ↑  Alpes: Décès de Guido Magnone — MONTAGNE — France 3 Régions — France 3
5. ↑  extrait en ligne. www.tvmountain.com. Архів оригіналу за 20 листопада 2008. Процитовано 17 червня 2014. {{cite web}}: Проігноровано невідомий параметр |brisé le= (довідка)
6. ↑  Guido Magnone, la voie des sommets. www.mecanosprod.com. Архів оригіналу за 26 вересня 2009. Процитовано 17 червня 2014. {{cite web}}: Проігноровано невідомий параметр |brisé le= (довідка)